# 미국령 버진아일랜드의 문장

미국령 버진아일랜드의 문장

미국령 버진아일랜드의 문장은 미국령 버진아일랜드를 상징하는 문장이다. 문장 안에는 미국령 버진아일랜드를 구성하는 세 개의 큰 섬인 세인트크로이섬, 세인트존섬, 세인트토머스섬이 그려져 있다.
문장 안에는 미국의 국기와 덴마크의 국기가 함께 그려져 있는데 이는 1917년 이전까지 미국령 버진아일랜드에 존재했던 덴마크의 옛 식민지인 덴마크령 서인도 제도를 의미한다. 문장 안에는 미국령 버진아일랜드를 상징하는 새인 바나나퀴트가 그려져 있다. 문장 바깥쪽에는 "미국령 버진아일랜드 정부"(Government of the United States Virgin Islands)라는 문구가 영어로 쓰여져 있다.